# Samantha Power
Samantha Power (Londres; 21 de septiembre de 1970) es una académica, escritora y diplomática británica, nacionalizada estadounidense. Defensora de los derechos humanos y directora sénior del Consejo de Seguridad Nacional de Estados Unidos entre 2008 y 2013. Desempeñó el cargo de embajadora de Estados Unidos ante las Naciones Unidas entre 2013 y 2017, durante el gobierno de Barack Obama.
Desarrolló diferentes campañas y acciones en favor de garantizar los derechos humanos, el reconocimiento de los derechos del colectivo LGBT, la libertad religiosa y tomó medidas para evitar el tráfico ilegal de personas.
Fue una figura clave en el conflicto de LIbia de 2011. Durante su labor como asesora presidencial se impusieron duras sanciones a Corea del Norte, intervino en la oposición de la intervención de Rusia en Ucrania y Siria e interfirió en las redes financieras del ISIS.

## Biografía
Creció en Castleknock, ubicado en la ciudad de Dublín, Irlanda. Junto a su familia se establece en Estados Unidos en 1979, residió en Pittsburgh y más tarde la familia fijó su residencia en la ciudad de Atlanta (Georgia). Asistió a la Escuela Secundaria Lakeside en Atlanta, donde fue miembro de los equipos de campo traviesa y de baloncesto.
Durante su juventud, Samantha sintió inclinación por el periodismo deportivo, sin embargo las noticias sobre los acontecimientos ocurridos en 1989 durante las protestas en Tiananmen hicieron que se replantease la orientación de sus estudios. En 1992, obtuvo la licenciatura en Historia en la Universidad de Yale, donde fue miembro de la Sociedad de Honor Aureliana, y su título en la Facultad de Derecho de Harvard.
Fue corresponsal para el U.S. News & World Report durante la guerra de Guerra de Bosnia (1992-1995), también cubrió noticias para otros medios estadounidenses y británicos como The Boston Globe, The Economist y The New Republic. A su regreso a Estados Unidos fue la fundadora y directora del proyecto sobre derechos humanos del Harvard Kennedy School, proyecto que en 1999 se creó como Centro Carr de Derechos Humanos –Carr Center for Human Rights–. Obtuvo también el doctorado en Jurisprudencia por la Universidad de Harvard en 1999.
En 2003 ganó el Premio Pulitzer por su libro A Problem from Hell: America and the Age of Genocide –Un problema del infierno: América y la era del genocidio – publicado en 2002. Obra de estudio en el entorno académico. En sus palabras:

la lección del Holocausto y otros genocidios fue que la intervención militar por motivos humanitarios era legítima y necesaria cuando un estado cometía atrocidades contra su propio pueblo y, por lo tanto, perdía su derecho a la soberanía.

En 2004, la revista Time la nombró una de las cien personas más influyentes del mundo ese año. También ha sido reconocida como una de las cien mejores pensadoras globales por la revista Foreign Policy y reconocida por la revista Forbes como una de las cien mujeres con más poder del mundo. En el otoño de 2007, comenzó a escribir una columna regular para Time.
Se desempeñó en 2006 como profesora Anna Lindh de Práctica de Liderazgo Global y Política Pública de la Universidad de Harvard, labor que desempeñó hasta el año 2009.
Fue una asesora del senador Barack Obama desde 2005 hasta marzo de 2008, decisión que tomó tras una reunión sobre la política exterior de Estados Unidos con el senador. Durante la candidatura presidencial de Obama en 2008, trabajó en su campaña. Renunció a su participación en dicha campaña tras realizar comentarios despectivos hacia la senadora Hillary Rodham Clinton, a quien se refirió como «un monstruo», tras disculparse abandonó la campaña.
En 2008 publicó Chasing the Flame: Sergio Vieira de Mello and the Fight to Save the World, una biografía sobre el diplomático Sergio Vieira quien tuvo como objetivo lograr alcanzar el gobierno para de esa forma promover los derechos humanos.
Una vez Obama obtuvo la presidencia, se incorporó como Asistente Especial de la presidencia y Directora sénior de Asuntos Multilaterales y Derechos Humanos del Consejo de Seguridad Nacional de Estados Unidos. Fue una persona clave en 2011 en la toma de la decisión de la intervención aliada en el conflicto civil de Libia contra el régimen de Muamar el Gadafi. Dos años más tarde en 2013, fue nombrada embajadora de Naciones Unidas en sustitución de Susan Rice. Negoció las sanciones impuestas a Corea del Norte, y participó en las medidas que permitieron bloquear las redes de financiación del ISIS.
Tuvo un papel destacado en la lucha contra las violaciones de los derechos humanos, para lo cual desarrolló diferentes estrategias, entre ellas la que se aprobó en 2014 por parte de la ONU por la que se envió una misión de paz a la República Centroafricana. Entre otras propuso medidas para garantizar la libertad religiosa, la prevención del tráfico ilegal de seres humanos. Trabajó por los derechos de personas LGBT, mostrando su condena hacia el gobierno de Uganda por sus leyes punitivas hacia este colectivo, razón por la cual Estados Unidos le impuso sanciones hasta que las leyes fueron derogadas.
En 2017 con el fin del mandato Obama, regresó a la docencia en Harvard.

### Libros
- The Unquiet American: Richard Holbrooke in the World (coeditora con Derek Chollet, 2011) ISBN 1610390784
- Chasing the Flame: Sergio Vieira de Mello and the Fight to Save the World (2008) ISBN 1-59420-128-5
- A Problem from Hell: America and the Age of Genocide (2002) ISBN 0-06-054164-4
- Realizing Human Rights : Moving from Inspiration to Impact (coeditora, 2000) ISBN 0-312-23494-5

### Artículos
- "The Enforcer: A Christian Lawyer's Global Crusade," The New Yorker, 19 de enero de 2009
- "Is Humanitarian Intervention Dead?" Slate, 29 de septiembre de 2008.
- "For Terrorists, a War on Aid Groups," The New York Times, 19 de agosto de 2008.
- "The Democrats and National Security," The New York Review of Books, 14 de agosto de 2008.
- "Saving Zimbabwe," Time, 3 de julio de 2008.
- "Rethinking Iran Archivado el 26 de agosto de 2013 en Wayback Machine.," Time Magazine, 17 de enero de 2008.
- "Access Denied Archivado el 24 de agosto de 2013 en Wayback Machine.," Time Magazine, 27 de septiembre de 2007.
- "The Void: Why the Movement Needs Help Archivado el 24 de mayo de 2011 en Wayback Machine.," New Republic, 15 de mayo de 2006.
- "Punishing Evildoers," Washington Post, 23 de abril de 2006.
- Abramowitz, Morton, and Power, Samantha. "Democrats: Get Loud, Get Angry" The Los Angeles Times, 10 de abril de 2006.
- "Missions," New Yorker, 28 de noviembre de 2005.
- "Talk of the Town: Boltonism," New Yorker, 21 de marzo de 2005.
- "It's Not Enough to Call It Genocide Archivado el 17 de agosto de 2013 en Wayback Machine.," Time, 4 de octubre de 2004.
- "Abramowitz, Morton, and Power, Samantha. "A Broken System," The Washington Post, 13 de septiembre de 2004.
- "A Reporter at Large: Dying in Darfur," New Yorker, 30 de agosto de 2004.
- "Break Through to Darfur," By John Prendergast and Samantha Power, The Los Angeles Times, 2 de junio de 2004.
- "The Lesson of Hannah Arendt," The New York Review of Books, 29 de abril de 2004.
- "Remember Rwanda, but Take Action in Sudan," The New York Times, 6 de abril de 2004.
- "Unpunishable Archivado el 20 de julio de 2014 en Wayback Machine.," The New Republic, 12 de enero de 2004.
- "How To Kill A Country," Atlantic Monthly, diciembre de 2003.
- "The AIDS Rebel Archivado el 24 de septiembre de 2015 en Wayback Machine.," The New Yorker, 19 de mayo de 2003.
- "Robbing the Dead," The New York Times, 23 de febrero de 2003.
- "Rwanda: The Two Faces of Justice," The New York Review of Books, 16 de enero de 2003.
- "First, Do No Harm," The Los Angeles Times, 6 de octubre de 2002.
- "Bystanders to Mass Murder," The Washington Post, 21 de abril de 2002.
- "Genocide and America," The New York Review of Books, 24 de marzo de 2002.
- "Witness to Horrors Archivado el 4 de marzo de 2016 en Wayback Machine.," The Washington Post, 10 de febrero de 2002.
- "Bystanders to Genocide," Atlantic Monthly, septiembre de 2001.

### Mensajes de La Casa Blanca
- "U.S. Leadership to Advance Equality for LGBT People Abroad," 13 de diciembre de 2012.
- "Supporting Human Rights in Burma," 9 de noviembre de 2012.
- "President Obama Directs New Atrocity Prevention Measures," 6 de agosto de 2011.
- "Announcing HumanRights.gov," 11 de abril de 2011.
- "Transparency Gone Global," 22 de marzo de 2011.
- "A U.S.-India Partnership on Open Government," 7 de noviembre de 2010.
- "A Landmark Achievement for Human Rights: The Special Rapporteur on Freedom of Assembly and Association," 30 de septiembre de 2010.
- "President Obama Meets the Peacekeepers," 24 de septiembre de 2009.